# 113a Brigada Mixta (Exèrcit Popular de la República)
La 113a Brigada Mixta va ser una unitat de l'Exèrcit Popular de la República que va participar en la guerra civil espanyola. Durant la major de la contesa va estar desplegada en el front del Tajo, sense intervenir en accions de rellevància.

## Historial
La unitat va ser creada el març de 1937 en la zona d'Almagro, a partir de reclutes procedents de la lleva de 1936. La 113a BM va ser assignada a la 36a Divisió del VII Cos d'Exèrcit, amb la idea de la seva participació en el pla «P». L'operació, no obstant això, no es duria a terme i en canvi la brigada va ser enviada al front de Toledo, al començament de maig, per a tapar la ruptura d'aquell sector degut a un atac franquista. Durant la resta de la contesa no va intervenir en cap altra operació.
Al març de 1939 el comandant de la brigada, el major de milícies Ángel Carrasco Nolasco, va ser destituït per les forces casadistes, ja que es va mantenir lleial al govern Negrín. Unes setmanes després, després del començament de l'ofensiva final franquista, el 27 de març la brigada es va autodissoldre i les seves forces es van rendir al Cos d'Exèrcit del Maestrat.

## Comandaments
Comandants
- Tinent coronel d'infanteria Francisco Mejide Gunrea;
- Major de milícies Olegario Pachón Núñez;[n. 1]
- Major de milícies Gabriel Pareja Núñez;
- Major de milícies Ángel Carrasco Nolasco;

Comissaris
- Pedro Yáñez Jiménez, del PSOE;
- José Sánchez Hidalgo;

Caps d'Estat Major
- comandant d'infanteria Emilio López lbar;